# Shinicana
Shinicana är en ort i Mexiko.   Den ligger i kommunen Santa Catarina Yosonotú och delstaten Oaxaca, i den sydöstra delen av landet, 300 km sydost om huvudstaden Mexico City. Shinicana ligger 2 271 meter över havet och antalet invånare är 135.
Terrängen runt Shinicana är kuperad åt nordost, men åt sydväst är den bergig. Runt Shinicana är det ganska tätbefolkat, med 72 invånare per kvadratkilometer. Närmaste större samhälle är Villa Chalcatongo de Hidalgo, 9,0 km öster om Shinicana. Trakten runt Shinicana består i huvudsak av gräsmarker.